# Vlčí (Chlumčany)
Vlčí je vesnice, která tvoří místní část obce Chlumčany v okrese Louny v Ústeckém kraji. Je zde evidováno 80 popisných čísel.

## Historie
První písemná zmínka pochází z roku 1318.

## Obyvatelstvo
|                                                                         | 1869 | 1880 | 1890 | 1900 | 1910 | 1921 | 1930 | 1950 | 1961 | 1970 | 1980 | 1991 | 2001 | 2011 | 2021 |
| ----------------------------------------------------------------------- | ---- | ---- | ---- | ---- | ---- | ---- | ---- | ---- | ---- | ---- | ---- | ---- | ---- | ---- | ---- |
| Obyvatelé                                                               | 204  | 227  | 288  | 296  | 330  | 352  | 303  | 205  | 177  | 163  | 134  | 88   | 134  | 153  | 193  |
| Domy                                                                    | 33   | 37   | 49   | 50   | 53   | 59   | 70   | 77   | —    | 59   | 52   | 62   | 67   | 80   | 101  |
| Počet domů z roku 1961 je zahrnut v celkovém počtu domů obce Chlumčany. |      |      |      |      |      |      |      |      |      |      |      |      |      |      |      |

## Obecní správa
Při sčítání lidu v roce 1869 Vlčí bylo osadou obce Blšany u Loun v okrese Louny. V letech 1880–1950 bylo samostatnou obcí v okrese Louny. Od roku 1960 je částí obce Chlumčany v okrese Louny.

## Památky
- Kaple sv. Václava, kde se každoročně pořádají výstavy. Mše se zde slouží příležitostně. Postavena byla roku 1893 podle návrhu zdejšího rodáka, architekta Eduarda Sochora, zřizovatelem byl jeho strýc Čeněk Sochor, který též namaloval oltářní obraz sv. Václava.[7]

## Osobnosti
- Eduard Sochor (1862–1947), architekt
- Miroslav Šubrt (1926–2012), hokejista

## Galerie

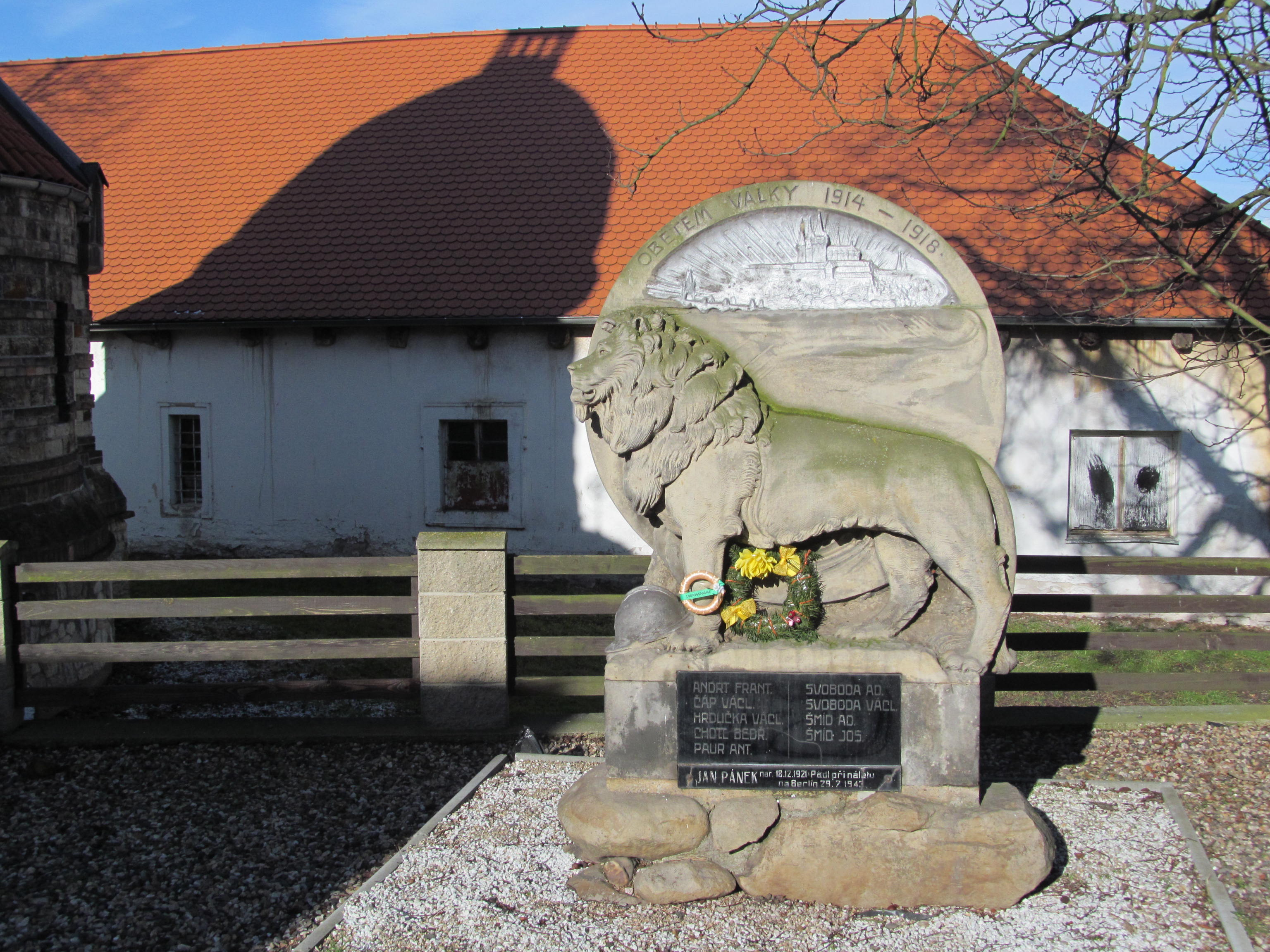
Památník obětem 1. světové války
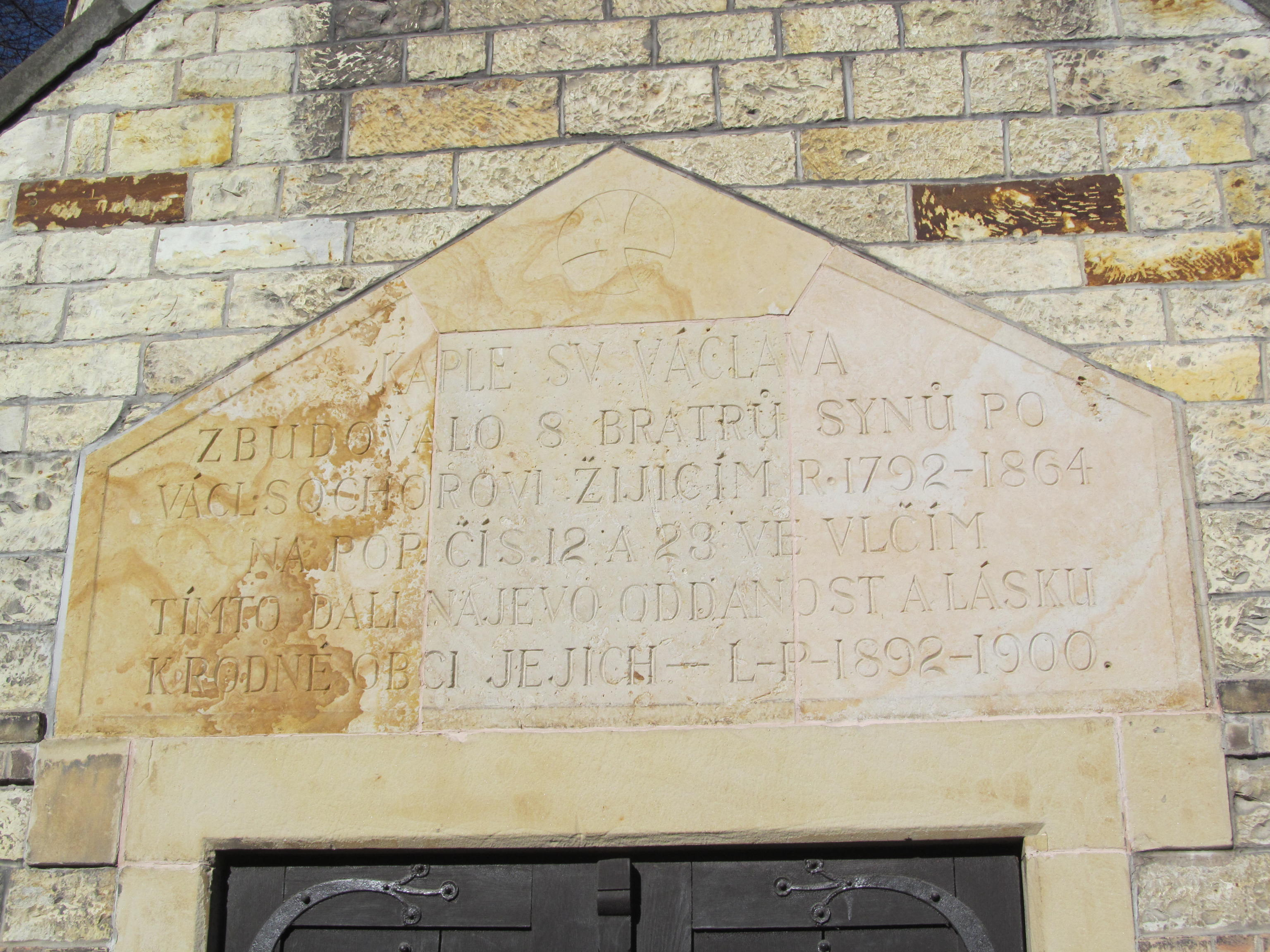
Nápis na průčelí kaple
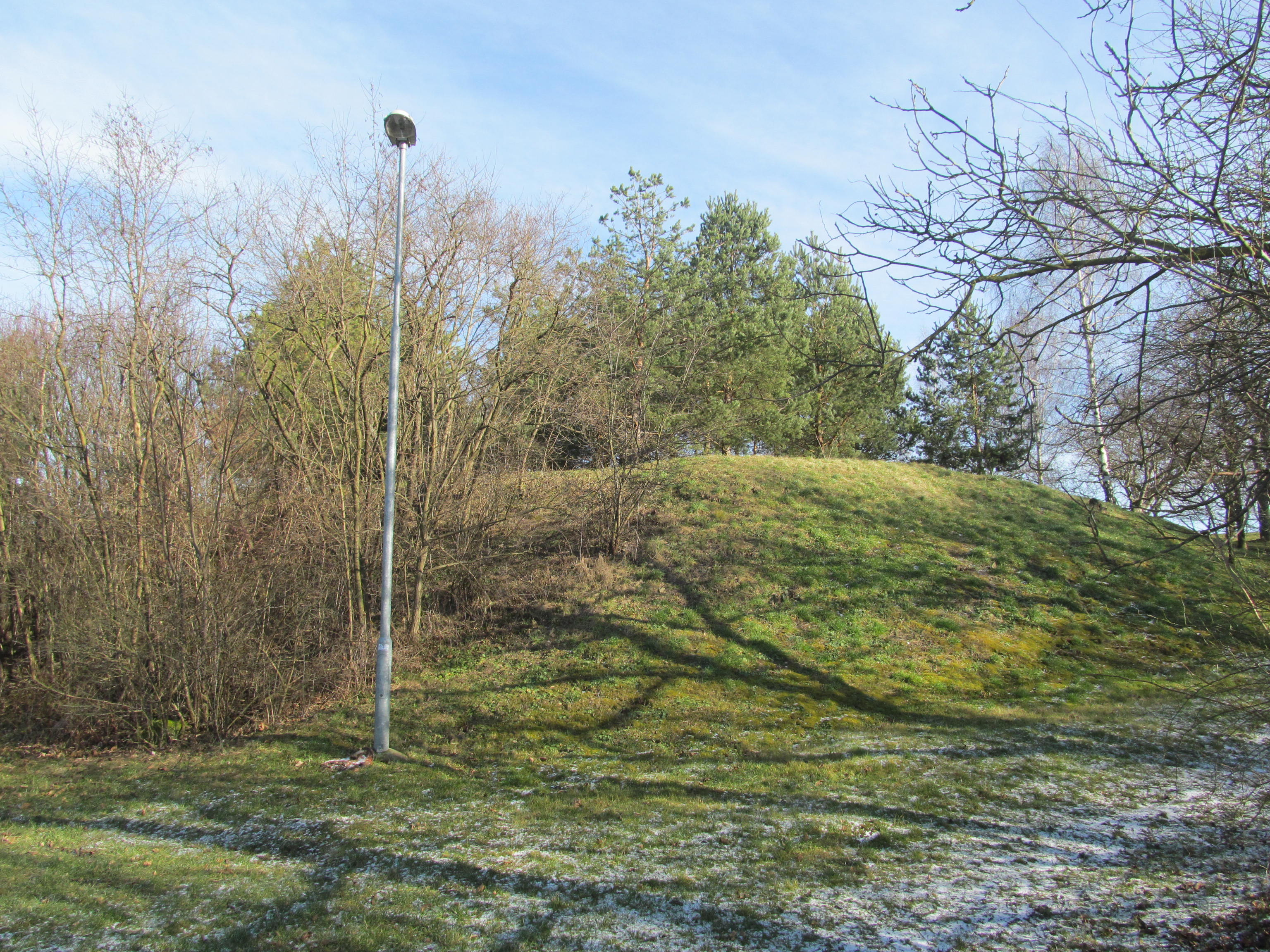
Val tvrziště nad vsí
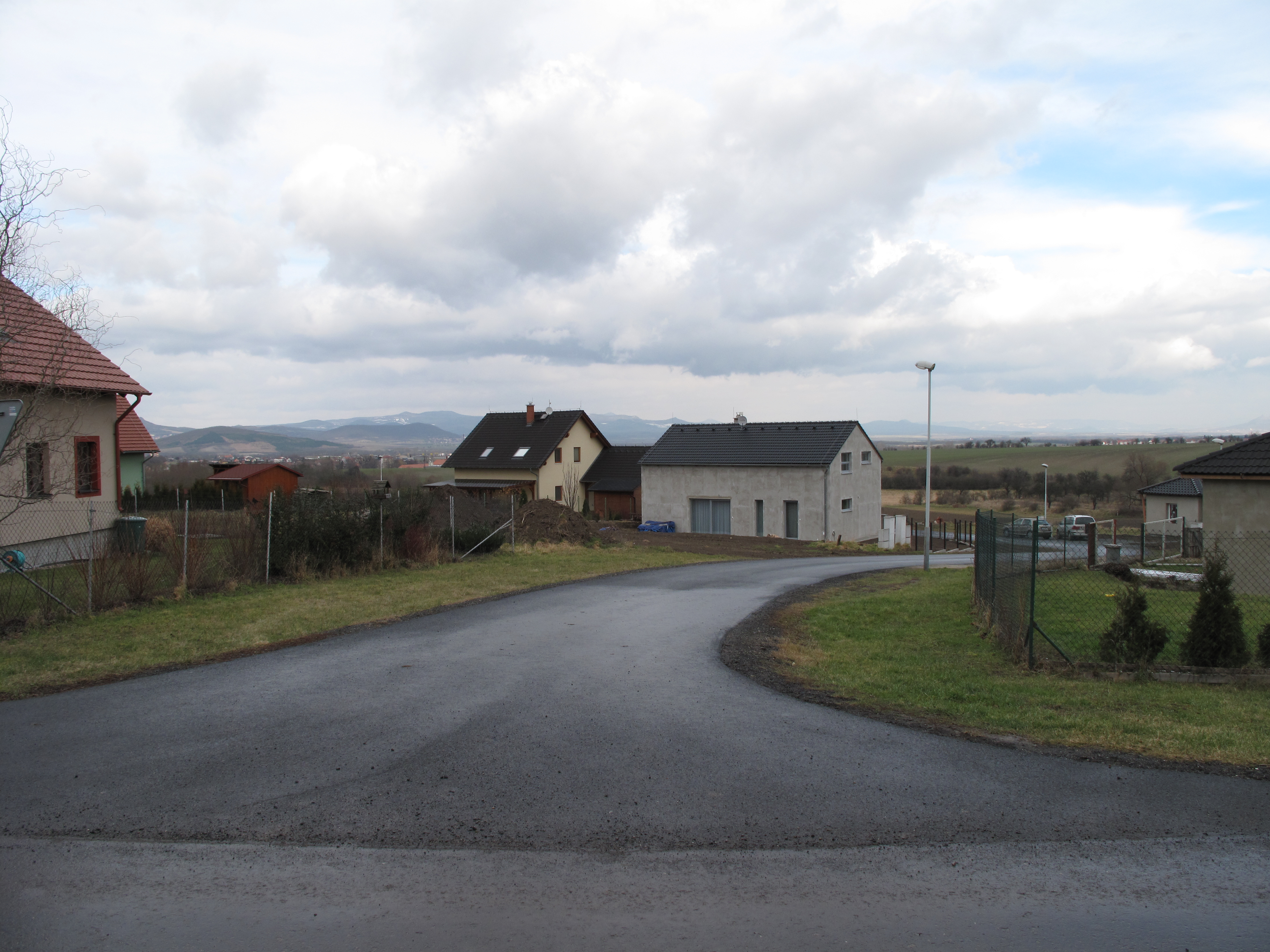
Nové bydlení